# Аппер-Фрутленд (Нью-Мексико)
Аппер-Фрутленд (англ. Upper Fruitland) — переписна місцевість (CDP) в США, в окрузі Сан-Хуан штату Нью-Мексико. Населення — 1623 особи (2020).

## Географія
Аппер-Фрутленд розташований за координатами 36°43′13″ пн. ш. 108°19′8″ зх. д. / 36.72028° пн. ш. 108.31889° зх. д. (36.720224, -108.318879).  За даними Бюро перепису населення США в 2010 році переписна місцевість мала площу 19,81 км², з яких 19,24 км² — суходіл та 0,57 км² — водойми.

## Демографія
Згідно з переписом 2010 року, у переписній місцевості мешкали 1662 особи в 467 домогосподарствах у складі 374 родин. Густота населення становила 84 особи/км².  Було 498 помешкань (25/км²).
Расовий склад населення:
| - 95,6 % — корінних американців - 1,0 % — білих |

До двох чи більше рас належало 2,8 %. Частка іспаномовних становила 3,9 % від усіх жителів.
За віковим діапазоном населення розподілялося таким чином: 28,1 % — особи молодші 18 років, 62,8 % — особи у віці 18—64 років, 9,1 % — особи у віці 65 років та старші. Медіана віку мешканця становила 30,9 року. На 100 осіб жіночої статі у переписній місцевості припадало 101,7 чоловіків;  на 100 жінок у віці від 18 років та старших — 97,8 чоловіків також старших 18 років.
Середній дохід на одне домашнє господарство  становив 53 475 доларів США (медіана — 45 962), а середній дохід на одну сім'ю — 58 838 доларів (медіана — 50 357). Медіана доходів становила 36 875 доларів для чоловіків та 30 750 доларів для жінок. За межею бідності перебувало 27,4 % осіб, у тому числі 44,7 % дітей у віці до 18 років та 12,3 % осіб у віці 65 років та старших.
Цивільне працевлаштоване населення становило 573 особи. Основні галузі зайнятості: освіта, охорона здоров'я та соціальна допомога — 22,0 %, сільське господарство, лісництво, риболовля — 17,5 %, мистецтво, розваги та відпочинок — 12,0 %, роздрібна торгівля — 11,5 %.